# Gutagrunne
Gutagrunne schwedisch Gutagrunden ist eine kleine estnische Ostsee-Insel der Moonsund-Gruppe. Sie befindet sich in der Hullo-Bucht (estnisch Hullo laht) südlich der viertgrößten estnischen Insel Vormsi (deutsch Worms, schwedisch Ormsö). Die unbewohnte Insel hat eine Fläche von 0,3 ha. Die Distanz zur Rumpohalbinsel beträgt 800 Meter, der Hafen Sviby ist etwa drei Kilometer Luftlinie entfernt. Das Gebiet der Bucht ist als Schutzgebiet und „Sperrzone“ ausgewiesen und gehört zum Landschaftsschutzgebiet Vormsi (Vormsi maastikukaitseala).
Administrativ gehört die Insel zum Dorf Rumpo (Rumpo küla) der Landgemeinde Vormsi (Vormsi vald).
Der Name der Insel ist ein estlandschwedischer Naturname. Seit dem 13. Jahrhundert besiedelten Schweden die Insel Ormsö.